# Линия Джиндринкерс

Расположение линии Джиндринкерс (синий штрих-пунктир) на схеме битвы за Гонконг

Линия Джиндринкерс (англ. Gin Drinkers Line) — британская оборонительная линия, сооружённая для защиты от японского вторжения в Гонконг. Линия была прорвана японцами в ходе битвы за Гонконг в декабре 1941 года.
Концепция линии Джиндринкерс была позаимствована от французской линии Мажино, построенной на рубеже 1920-1930-хх. Британцы полагали, что эта линия сможет защитить колонию от японского вторжения и позволит сдерживать противника в течение как минимум шести месяцев, и даже назвали её «восточной линией Мажино» (кит. трад. 馬奇諾 馬奇諾 防線). Японские генералы также полагали, что линия остановит их продвижение, пока разведчики не обнаружили, что укрепления линии были очень слабыми.

## География
Название линии произошло от бывшей бухты Джин Дринкерс, располагавшейся неподалёку от Квай Чунг, на Новой Территории (теперь осушенной и являющейся частью Квай Фонг). Линия проходила через Кам-Шан, водохранилище Шинг-Мун, Бикон-Хилл, Скалу Льва и Пирамиду Тейта и упиралась в Порт-Шелтер в Сай-Кунге. Общая длина составляла 18 километров. Ключевыми точками были отрезок между Бикон-Хилл и Ша-Тин-Пасс и редутом Шинг-Мун, в котором также располагался командный пункт линии.
Линию дополняли естественные препятствия в виде гор к северу от полуострова Коулун. Линия Джинждринкерс имела стратегическое значение в предотвращении любого вторжения на юг из Новых территорий.

## Устройство
Строительство продолжалось с 1936 по 1938 год. Линия была не сплошной полосой фортификационных сооружений, а скорее группой оборонительных позиций, связанных между собой ходами сообщения. Бункеры, бетонные укрепленные пулеметные точки, траншеи и артиллерийские батареи были построены вдоль линии; однако размещённой на линии артиллерии было недостаточно.

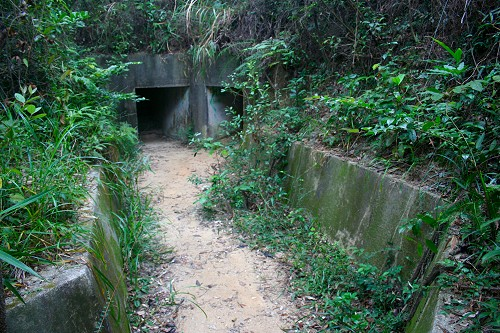
Редут Шинг-Мун

### Редут Шинг-Мун
Управление оборонительной линией осуществлялось с редута Шинг Мун, на котором располагался наблюдательный пункт, действовавший в том числе и в качестве штаба редута, с которого можно было вызывать артиллерийскую поддержку от батареи Маунт-Дэвис и с форта острова Стоункаттерс, а также четыре дота (PB400-403), оснащенный пулеметами Vickers и Bren. Для помощи солдатам Мидлсекского полка были устроены оборонительные каналы или траншеи глубиной 1,5 метра, названные в честь дорог Лондона, таких как Чаринг-Кросс.

## Участие в обороне Гонконга
8 декабря 1941 года японская авиация нанесла удар по аэропорту Кай Так, вырвав у англичан контроль над небом и положив начало битве за Гонконг. В полдень японский авангард пересек реку Шэньчжэнь и вторгся в Новые территории. Северный гарнизон отступил к линии Джиндринкерс, разрушая дороги и мосты на своём пути, пытаясь задержать продвижение японцев. К сумеркам японцы взяли район Тай По.
Линия Джиндринкерс оказалась укомплектована лишь тремя батальонами британской армии: 2-й батальон Королевских шотландцев на западе, 2-й батальон 14-го Пенджабского полка в центре и 5-й батальон 7-го Раджпутского полка на востоке. Была надежда, что они смогут продержаться как минимум три недели и нанести японцам потери.

Бой за Редут Шинг-Мун

9 декабря разведчики японского 228-го полка направились в сторону Тай Мо Шаня и обнаружили, что британские оборонительные сооружения были слабыми на «225 возвышенности» возле Редута Шинг-Мун и водохранилища Шинг-Мун. Высокая возвышенность доминировала над всеми позициями западной части линии. Поэтому японцы организовали скрытную атаку.
В 21:00 того же дня группа из десяти опытных солдат во главе с лейтенантом начала скрытную атаку. Боевые инженеры успешно прорвали колючую проволоку и уничтожили бункеры. К 07:00 10 декабря они взяли высоту и 27 пленных, тем самым осуществив прорыв линии. Успех удивил японских командиров, которые предполагали, что на прорыв британской обороны уйдёт около месяца, и перебросили больше сил из материкового Китая, чтобы увеличить численность наступающих на Гонконг сил. Они также считали, что преждевременный прорыв приведет к отставанию тыловых частей и артиллерии, но в конечном итоге согласились начать общий штурм. На следующий день они уже захватили Кам Шан и Тур Тейта. В такой ситуации, генерал-майор Кристофер Малтби в полдень решил вывести гарнизон на остров Гонконг, чтобы сохранить свои войска. Защитники к западу от Линии начали отступать к острову в 20:00. Батальон Раджпутского полка остался в качестве арьергарда, отступив только утром 13 декабря в направлении Дьявольской вершины и Лей Юэ Мун в направлении острова Гонконг. Это было последнее отступление британских войск с полуострова Коулун.

## Галерея

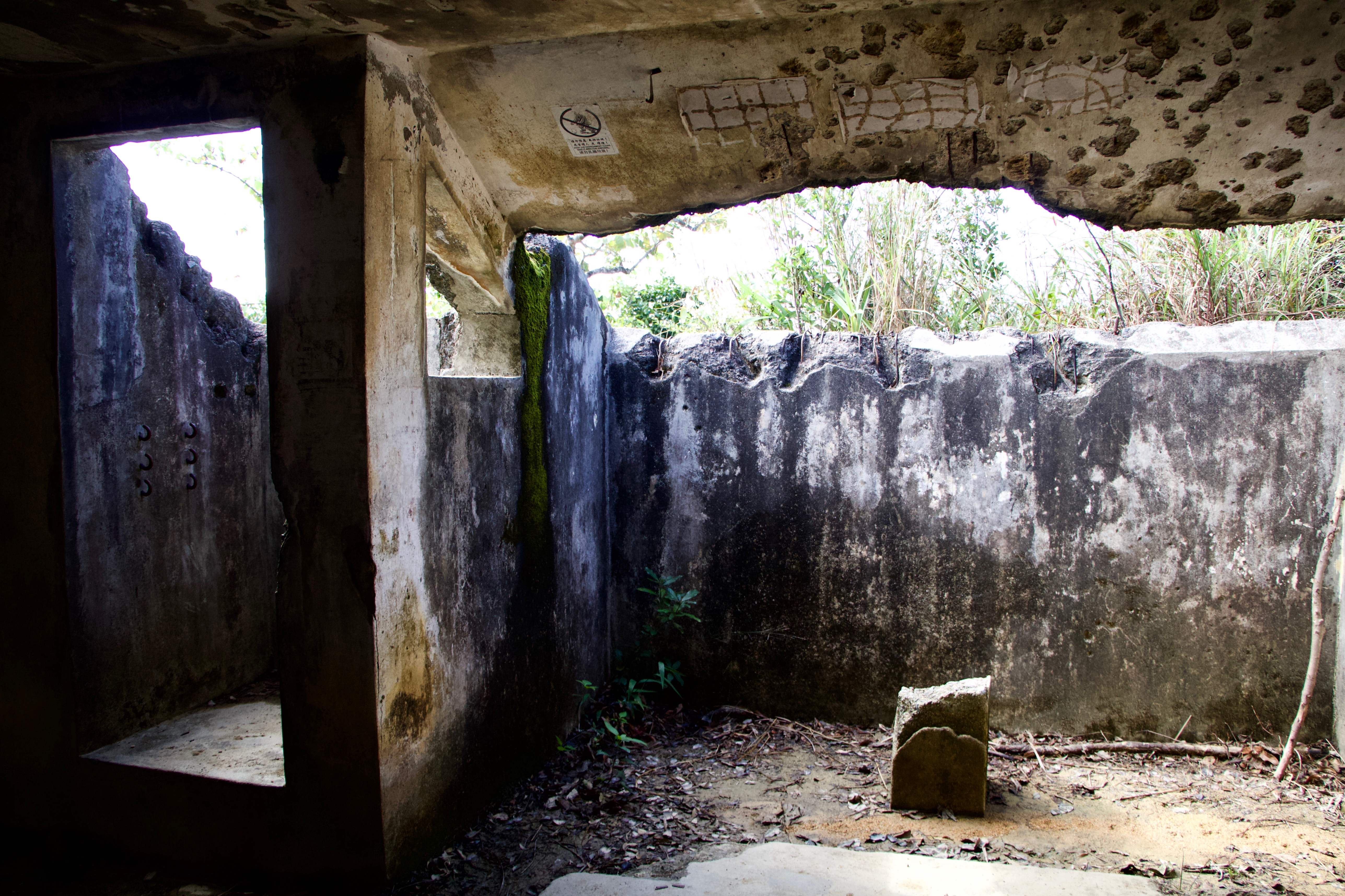
Помещение Редута Шинг-Мун
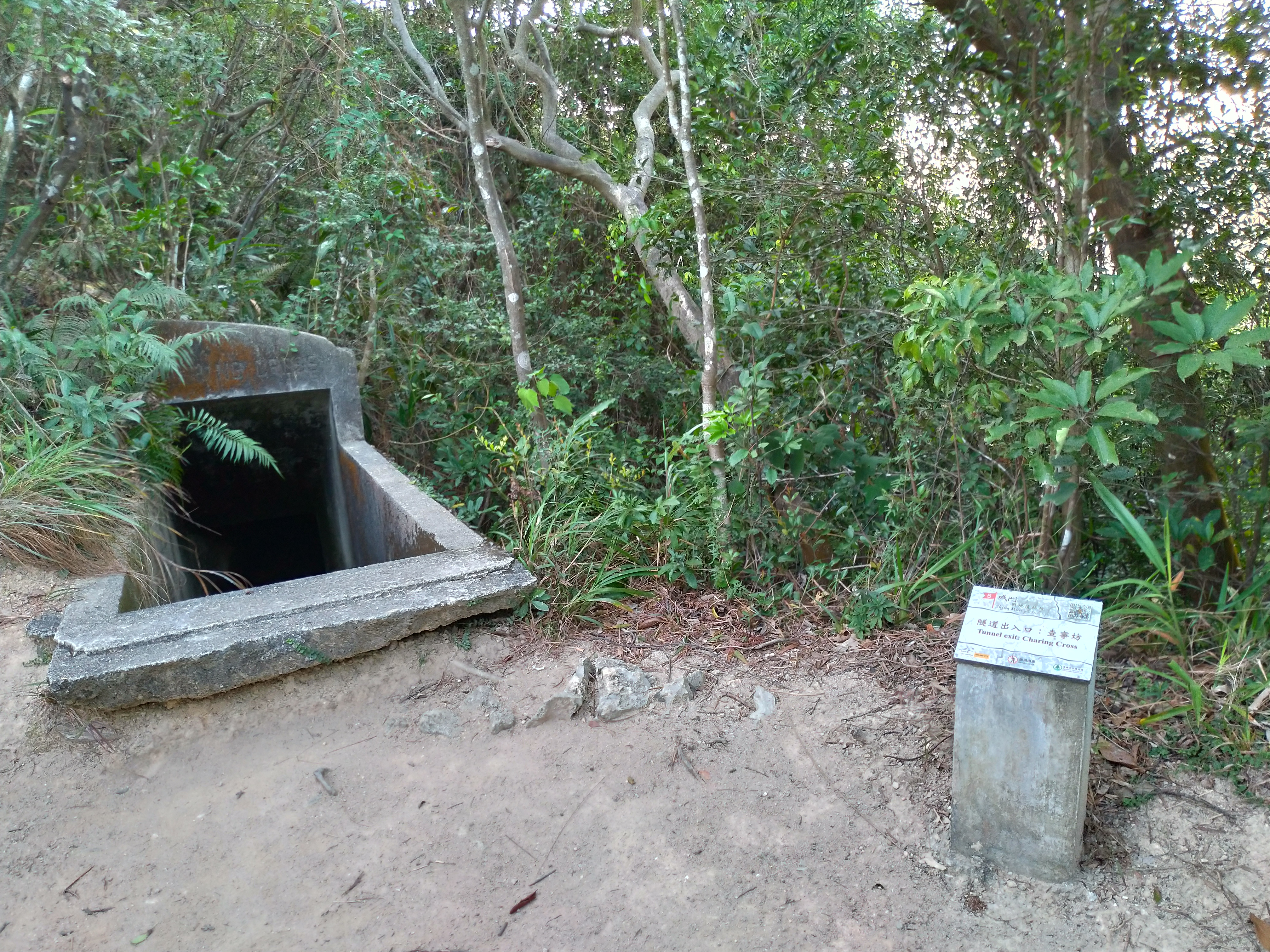
Выход из тоннеля "Черринг-Кросс"
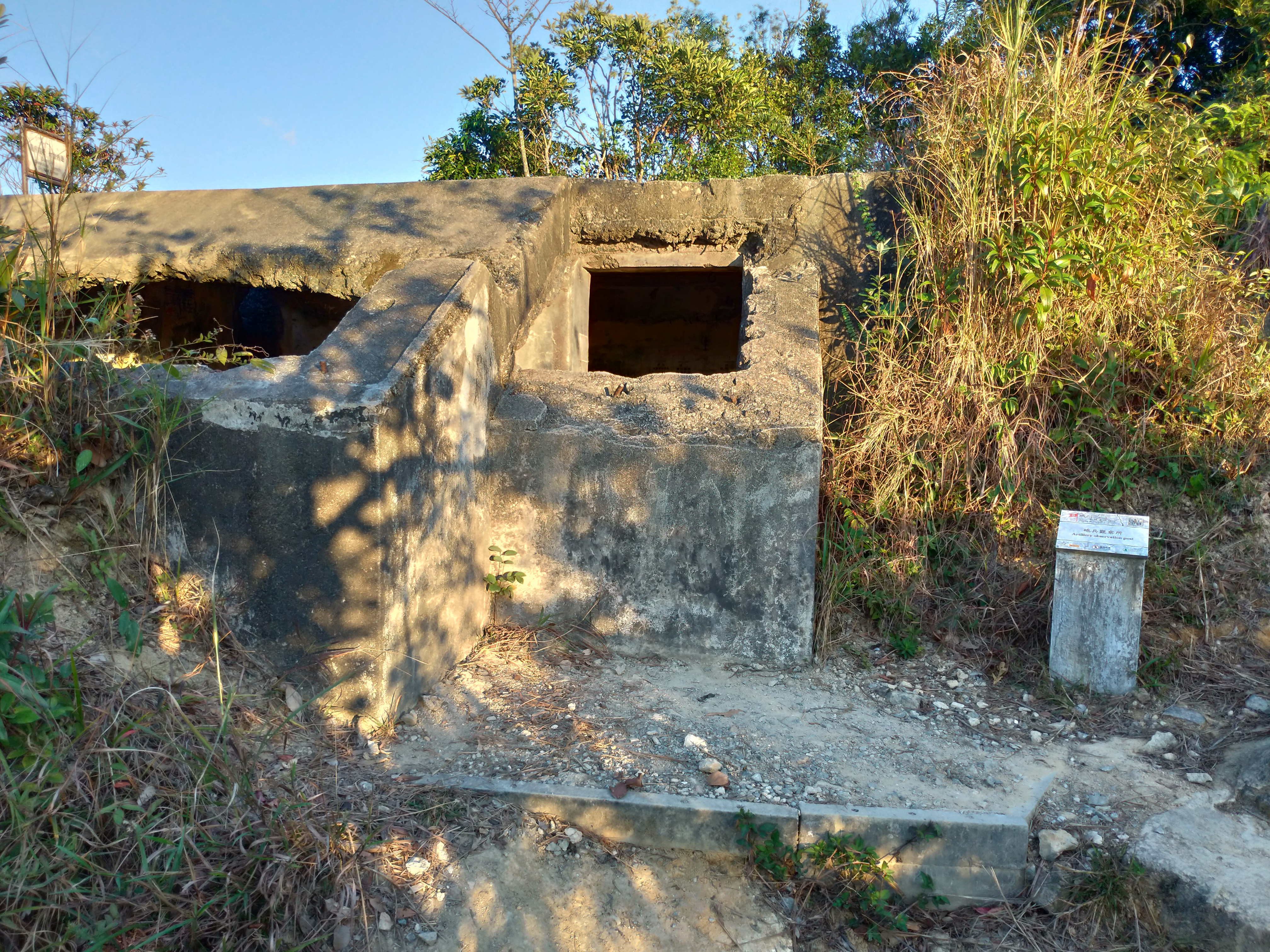
Артиллерийский наблюдательный пост
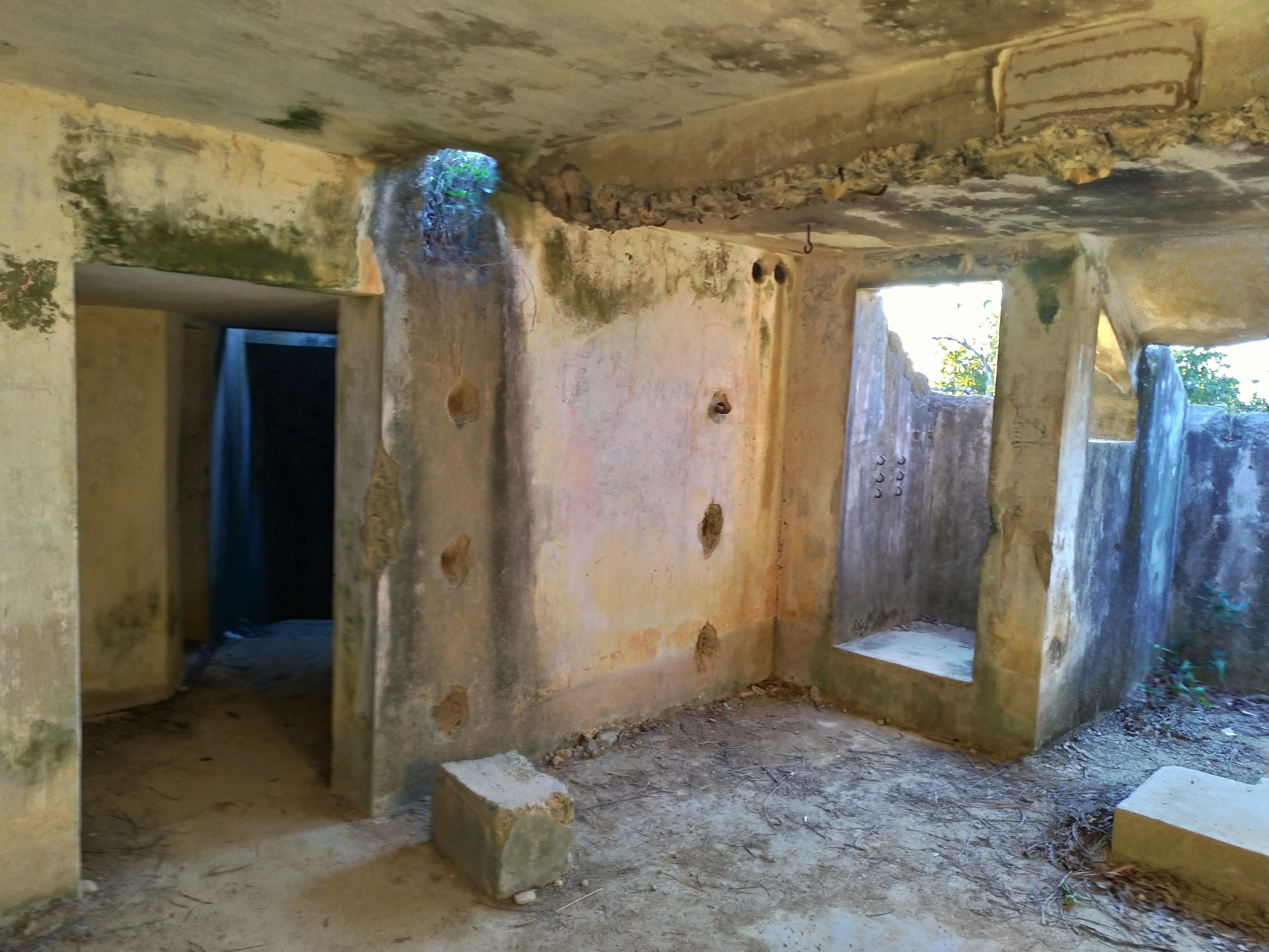
Внутри наблюдательного поста
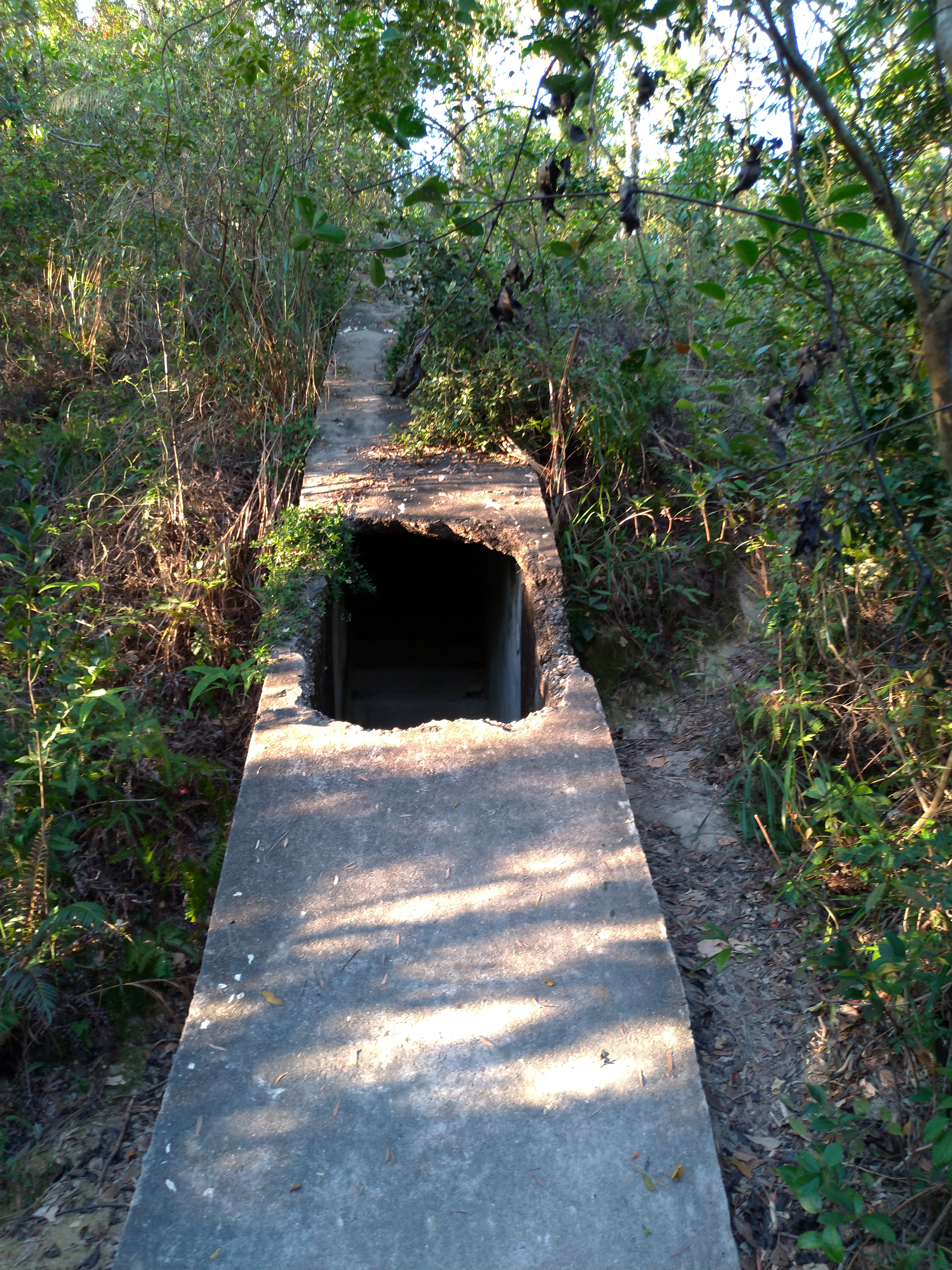
Повреждённый тоннель
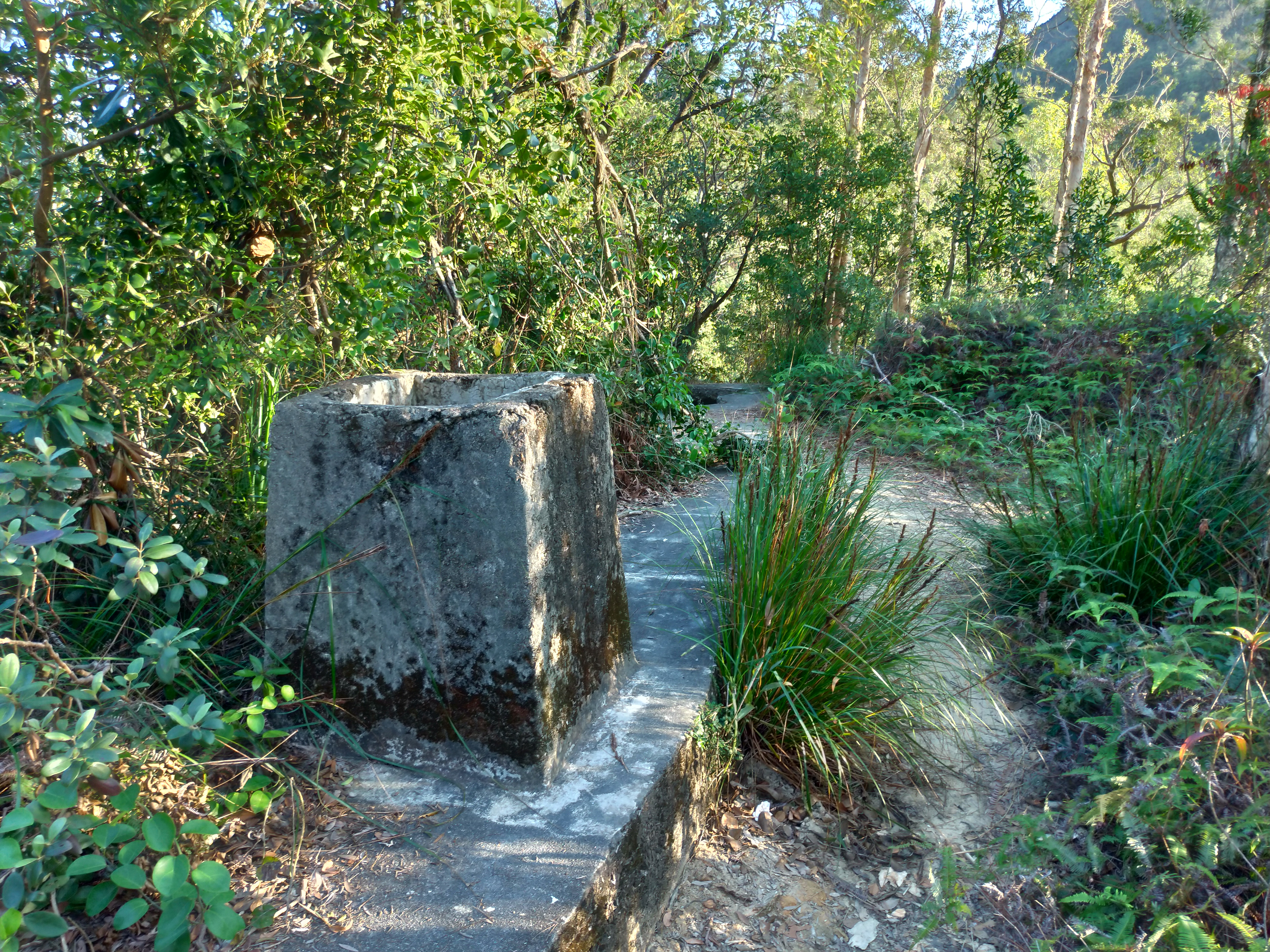
Вентиляция одного из тоннелей